# Дершовиц, Алан
А́лан Мо́ртон Де́ршовиц (англ. Alan Morton Dershowitz; род. 1 сентября 1938, Бруклин, Нью-Йорк) — американский адвокат, правовед и политический комментатор по теме арабо-израильского конфликта, профессор права Гарвардской школы права. Получил широкую известность за свою адвокатскую работу, в частности за участие в ряде нашумевших судебных процессов. Провёл бо́льшую часть своей карьеры в Гарварде, где в возрасте 28 лет стал самым молодым профессором права в истории университета.
Как апелляционный адвокат в уголовных делах по убийству и покушению на убийство Дершовиц выиграл 13 из 15 поданных им жалоб. В одном из наиболее известных дел, выигранных Дершовицем, апелляционный суд отменил решение о признании Клауса фон Бюлова виновным в попытке убийства своей жены — наследницы мультимиллионного состояния Санни фон Бюлов. Написанная Дершовицем книга об этой истории легла в основу фильма «Изнанка судьбы», в котором роль Клауса фон Бюлова исполнил Джереми Айронс (получивший за свою игру премию «Оскар»). Дершовиц также выступил апелляционным советником для защиты в уголовном процессе О. Джей Симпсона.
После террористических актов 11 сентября 2001 года Дершовиц выступил с идеей легализации пыток в исключительных и строго определённых законом случаях. Он предлагал ввести для этой цели специальные «ордера на пытку», которые выдавались бы судом после рассмотрения подробного и мотивированного запроса, подобно ордерам на арест или обыск.
В 2011 году Дершовиц стал консультантом команды адвокатов, защищающих Джулиана Ассанджа, и готовился защищать Леонида Кучму в так называемом «кассетном скандале».
В 2010 году Дершовиц стал лауреатом премии им. Менахема Бегина «за систематическое отстаивание интересов государства Израиль и противостояние попыткам делегитимации еврейского государства в СМИ и академических кругах стран Запада».

## Избранная библиография
На английском
- 1982: The Best Defense. ISBN 0-394-50736-3.
- 1985: Reversal of Fortune|Reversal of Fortune: Inside the von Bülow Case. ISBN 0-394-53903-6.
- 1988: Taking Liberties: A Decade of Hard Cases, Bad Laws, and Bum Raps. ISBN 0-8092-4616-3.
- 1991: Chutzpah. ISBN 0-316-18137-4.
- 1992: Contrary to Popular Opinion. ISBN 0-88687-701-6.
- 1994: The Advocate’s Devil (fiction). ISBN 0-446-51759-3.
- 1994: The Abuse Excuse: And Other Cop-Outs, Sob Stories, and Evasions of Responsibility. ISBN 0-316-18135-8.
- 1996: Reasonable Doubts: The Criminal Justice System and the O.J. Simpson Case. ISBN 0-684-83021-3.
- 1997: The Vanishing American Jew: In Search of Jewish Identity for the Next Century. ISBN 0-316-18133-1.
- 1998: Sexual McCarthyism: Clinton, Starr, and the Emerging Constitutional Crisis. ISBN 0-465-01628-6.
- 1999: Just Revenge (fiction). ISBN 0-446-60871-8.
- 2000: The Genesis of Justice: Ten Stories of Biblical Injustice that Led to the Ten Commandments and Modern Law. ISBN 0-446-67677-2.
- 2001: Letters to a Young Lawyer. ISBN 0-465-01631-6.
- 2001: Supreme Injustice: How the High Court Hijacked Election 2000. ISBN 0-19-514827-4.
- 2002: Why Terrorism Works: Understanding the Threat, Responding to the Challenge. ISBN 0-300-09766-2. — российский правовед, председатель Конституционного суда РФ Валерий Зорькин отмечал об этой книге Дершовица: «Известный ученый, в недавнем прошлом ярый правозащитник призывает использовать принцип коллективного возмездия по отношению к семьям, этносам, конфессиональным группам террористов; ратует за применение любых видов пыток; выступает за то, чтобы существенно ограничить иммиграцию и права чужестранцев, в особенности выходцев из определённых регионов мира…»[6].
- 2002: Shouting Fire: Civil Liberties in a Turbulent Age. ISBN 0-316-18141-2.
- 2003: The Case for Israel. ISBN 0-471-46502-X (hardcover); ISBN 0-471-67952-6 (paperback).
- 2003: America Declares Independence. ISBN 0-471-26482-2.
- 2004: America on Trial: Inside the Legal Battles That Transformed Our Nation. ISBN 0-446-52058-6.
- 2004: Rights From Wrongs: A Secular Theory of the Origins of Rights. ISBN 0-465-01713-4.
- 2005: The Case for Peace|The Case for Peace: How the Arab-Israeli Conflict Can be Resolved. ISBN 0-471-74317-8); Chapter 16 (111 КБ).
- 2006: Preemption: A Knife That Cuts Both Ways (Issues of Our Time). ISBN 0-393-06012-8.
- 2007: Blasphemy: How the Religious Right is Hijacking the Declaration of Independence. ISBN 0-470-08455-3.
- 2007: Finding Jefferson: A Lost Letter, a Remarkable Discovery, and the First Amendment in an Age of Terrorism. ISBN 978-0-470-16711-3.
- 2008: Is There a Right to Remain Silent?: Coercive Interrogation and the Fifth Amendment After 9/11. ISBN 978-0-19-530779-5.
- 2008: The Case Against Israel’s Enemies: Exposing Jimmy Carter and Others Who Stand in the Way of Peace. ISBN 978-0-470-37992-9.
- 2009: Mouth of Webster, Head of Clay essay in The Face in the Mirror: Writers Reflect on Their Dreams of Youth and the Reality of Age. ISBN 978-1-59102-752-2.
- 2009: The Case For Moral Clarity: Israel, Hamas and Gaza. ISBN 978-0-9661548-5-6.

На русском
- Дершовиц, Алан. Слово в защиту Израиля (пер. Л. Черниной). — М.: Текст, 2011. — 476 с. — ISBN 978-5-7516-0952-8.